# Manju no wa
La Manju no wa, anche Manjuwa, erano una componente di rinforzo all'armatura giapponese. Si trattava di un giacchetto corazzato, una sorta di corta brigantina (manchira), deputato a proteggere la parte superiore della gabbia toracica e le spalle, dotata di caratteristiche alette avvolgenti l'ascella dal basso fissate frontalmente per tramite di bottoni, rivetti o lacci.

La Manju no wa era composta assemblando i tamponi proteggi-ascella (wakibiki) con le imbottiture per la spalla ed un colletto protettivo. La struttura di base era costituita da stoffa, rinforzata con maglia di ferro e lamelle di forma quadrato/rettangolare (karuta) o esagonale (kikko). Le componenti difensive potevano essere lasciate in vista o occultate sotto un secondo strato di stoffa.